# Zapniów (Bukówka)
Zapniów – część wsi Bukówka w Polsce, położona w województwie świętokrzyskim, w powiecie starachowickim, w gminie Pawłów.
W latach 1975–1998 Zapniów administracyjnie należał do województwa kieleckiego.